# 한안
한안(漢安)은 중국 후한(後漢) 순제(順帝)의 네 번째 연호이다. 142년 1월에서 144년 4월까지 2년 4개월 동안 사용하였다.

## 개원
영화(永和) 7년 1월 14일(142년 2월 26일)에 연호를 한안(漢安)으로 개원함.

## 연대대조표
| 한안                | 원년       | 2년        | 3년        |
| 서력                | 142년      | 143년      | 144년      |
| 육십간지 (六十干支) | 임오(壬午) | 계미(癸未) | 갑신(甲申) |

## 같이 보기
- 중국의 연호